# La Chapelle-sur-Erdre
La Chapelle-sur-Erdre település Franciaországban, Loire-Atlantique megyében. Lakosainak száma 20 483 fő (2022. január 1.). La Chapelle-sur-Erdre Sucé-sur-Erdre, Carquefou, Grandchamps-des-Fontaines, Nantes és Treillières községekkel határos.

## Népesség
A település népességének változása:
| Lakosok száma | 2878 | 12 246 | 14 830 | 16 660 | 18 412 | 19 159 | 19 609 | 19 551 | 19 981 | 20 483 |
|               | 1968 | 1982   | 1990   | 2006   | 2013   | 2015   | 2017   | 2019   | 2020   | 2022   |